# Нетермінологічна діалектна лексика
У наявних працях з української діалектної лексики переважно йдеться про особливості окремих шарів термінологічної лексики. Проте чимало своєрідного спостерігається в різних українських діалектах і в нетермінологічній лексиці. Так, багато прикладів нетермінологічної лексики знаходимо в різних південно-західних діалектах;пор.,у середньозакарпатських: ви́д’іти-бачити, мирковáти-стежити, сокоти́ти-стерегти, доглядати(худобу), уважáти-берегтись, скази́ти-розбити, зіпсувати, пýдити-лякати, пýкати-тріскати, кóпнути-штовхнути ногою, jаровáти-відбувати весняні польові роботи, сáнкатис’а-кататися на санках, ц’іповáти-молотити ціпом, карт’атис’а-грати в карти та ін.;фáйно, краснí, добрí-гарно, добре, днис',н: ис',ни́с’ка, ни́с’кі-сьогодні, дóкл’а, пóкл’а, зáкл’а-доки, поки, геў-сюди, студенó,зи́мно-холодно, спрагóтно-душно та ін. Чимало з наведених слів зустрічається і в інших південно-західних діалектах, зокрема в галицько-буковинській групі говорів. Наведемо ще деякі приклади з південноволинських говірок: знебýти-позбутися, стóкмити-домовитися, jарки́й-пристрасний, золовáти-холодно, пасмурно, проз-через, біля, мимо та ін., з подільських: пас’іjувáти-злитися, кусати-їсти, лигáти-ковтати, зашýрканий-засмальцьований, затертий, брудний, нáрушно-зручно.
У лівобережнополіських і в правобережнополіських говірках знаходимо чимало цієї лексики; напр.:с’абровáт’-спрягатися (кіньми чи волами),стреши́т’-крити хату соломою чи очеретом, нáвид’іт’-любити, jаровáт’-бути в збудженні, ли́дкат’-тинятися без діла, з’аркáти-крикливий, галасливий, зиркáти-витрішкуватий, стрóйни-справний, страшки́й-страшний, л’éтас’-минулого року, торік, знетéл’ки-невідліг, знетíл’ки-зненацька, несподівано, знóвичі-знову, знов, л’ісаво-улесливо, стул’, стул’éка, стýдова-звідти та ін.
Немало нетермінологічної діалектної лексики є і в південно-східних діалектах;наприклад, у полтавських говірках:брискувáти-об’їдати, обгризати, ви́ведритис’-засоплитись, збобл’áти-погано зробити, ускрóмити-утихомирити, заспокоїти та ін., бакаjувáтий, бакájістий-вибоїстий, віскри́вий-сопливий, неохайний, зиркáтий-витрішкуватий, мачулувáтий-незграбний, неповороткий, чамри́дний-поганий, шкідливий, вéдр’ано-ясно, сонячно, чóком-цілком, усе та ін.,у степових говірках:бáнит’-мити,вимивати,бокájістий-вибоїстий.
Навіть незначний наведений вище матеріал свідчить про своєрідність нетермінологічної лексики в різних українських говорах. Водночас з цих прикладів видно, що і в нетермінологічній діалектній лексиці збереглося чимало архаїзмів, зокрема в південно-західних і поліських діалектах, хоч серед цієї лексики є й відчутний шар інновацій, виниклих на діалектному ґрунті, сфера поширення яких обмежилася певними діалектами.